# 10712 Malashchuk
10712 Malashchuk è un asteroide della fascia principale. Scoperto nel 1982, presenta un'orbita caratterizzata da un semiasse maggiore pari a 2,3949908 UA e da un'eccentricità di 0,1696271, inclinata di 2,17739° rispetto all'eclittica.